# Charles Windon

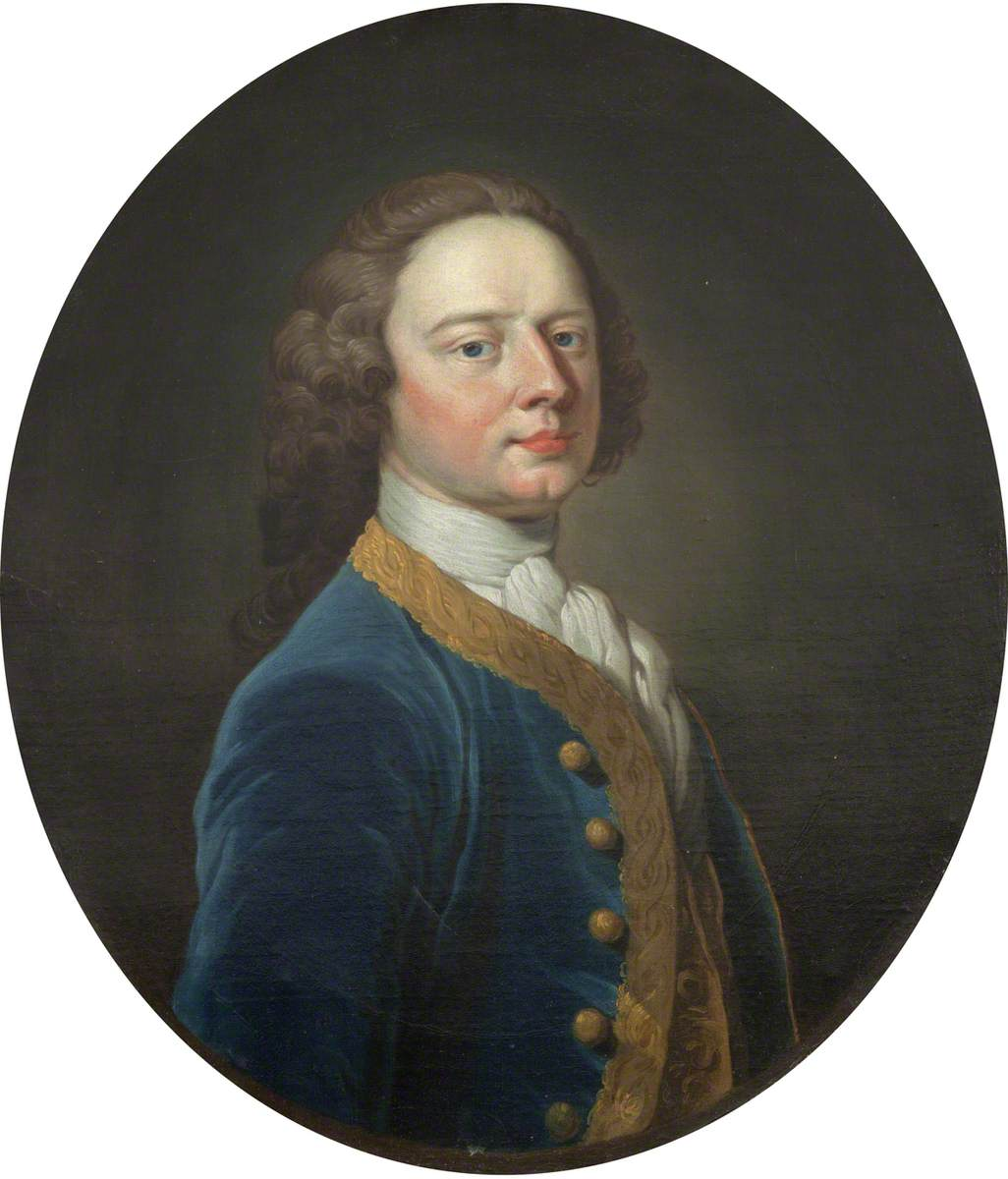
Portait de Charles Windham par Enoch Seeman (réalisé entre 1720 et 1745).

Le Capitaine Charles Windon, aussi connu sous le nom de Charles Windham, était un corsaire britannique ayant vécu au XVIIIe siècle. Le plus jeune fils du Colonel William Windham de Earsham, il prend la mer en 1723 avec pour mission de chasser les pirates des Caraïbes. Il est connu notamment pour avoir brûlé deux navires pirates barbaresques dans la baie de Mogador en mai 1734, mais aussi pour son attaque échouée de San Sebastián de la Gomera (Îles Canaries) à la tête de trois navires, en 1743. Il meurt en 1747.